# Genul tip
În clasificarea biologică, în special în zoologie, genul tip este genul care definește o familie biologică și rădăcina numelui familiei.

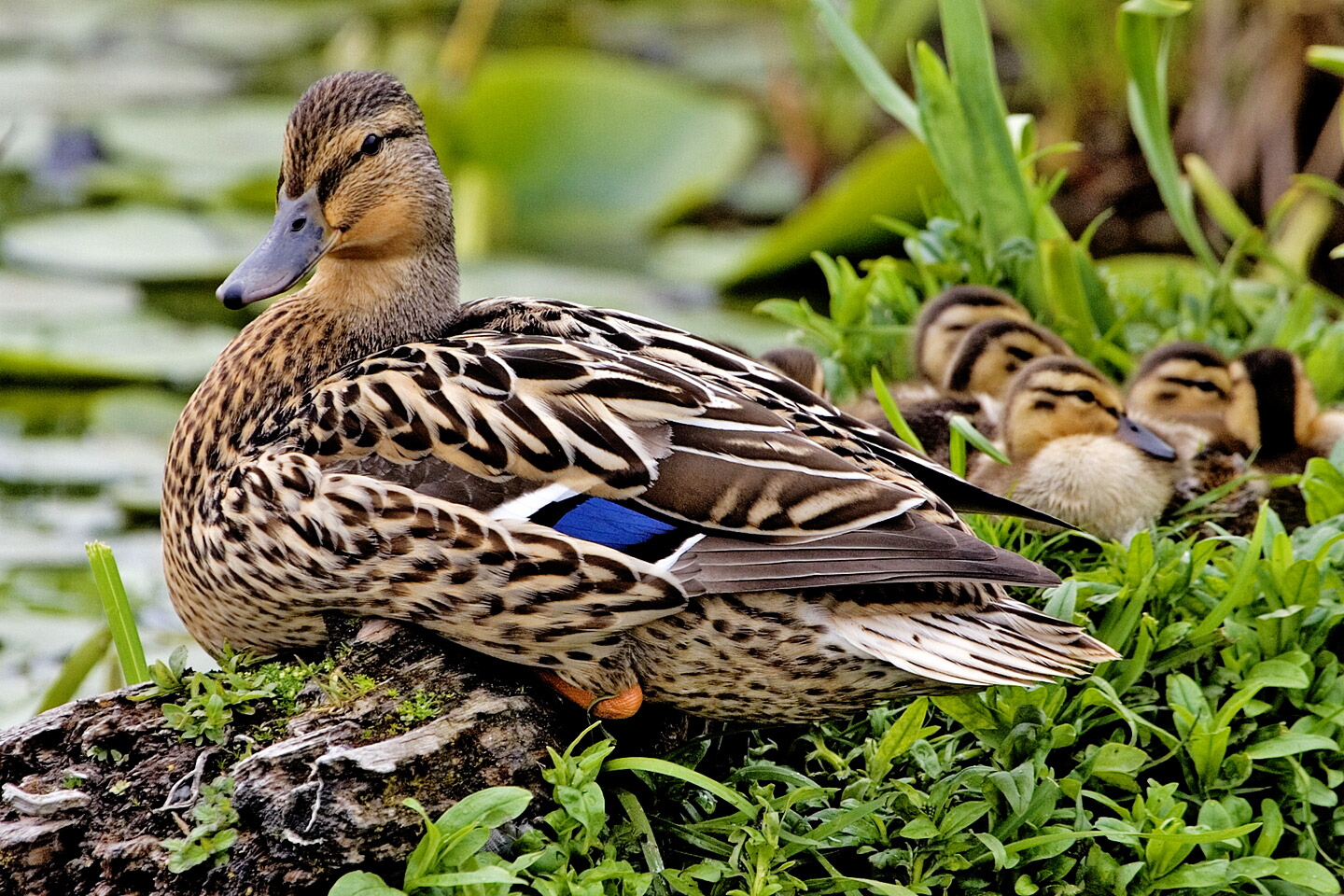
O femelă de rață mare (Anas platyrhynchos). Anas este genul tip al familei Anatidae.

## Nomenclatura zoologică
Conform Codului Internațional de Nomenclatură Zoologică, „Tipul purtător al numelui unui taxon nominal al grupului familial este un gen nominal numit „genul tip ”; numele grupului familial se bazează pe cel al genului tip.”
Orice familie biologică trebuie să aibă un gen tip (și orice nume al unui grup de gen trebuie să aibă o specie tip, dar orice nume de grup de specii poate avea, dar nu în mod necesar, unul sau mai multe specii tip). De la numele genului tip provine rădăcina numelui grupului de familie la care se adaugă desinența -idae sau -ide
Exemplu: numele familiei Formicide are ca gen tip genul Formica Linnaeus, 1758.

## Nomenclatura botanică
În nomenclatura botanică, expresia „gen de tip” este utilizată, neoficial, ca termen de comoditate. În ICN aceasta nu are statut. Codul folosește specimene de tip pentru ranguri până la familie, iar tipurile sunt opționale pentru ranguri superioare. Codul nu se referă la genul care conține acel tip ca „gen de tip”.
Exemplu: „Poa este genul tip al familiei Poaceae și al ordinului Poales” este un alt mod de a spune că numele Poaceae și Poales se bazează pe numele generic Poa.